# Southern Miss Golden Eagles

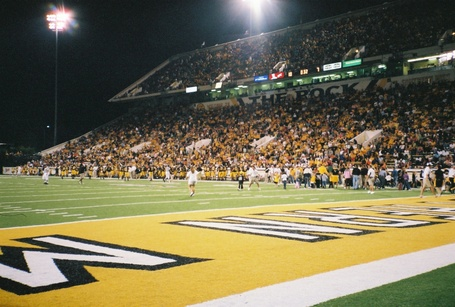
M. M. Roberts Stadium.

Southern Miss Golden Eagles (español: Águilas Reales del Sur de Mississippi) es el equipo deportivo de la Universidad del Sur de Misisipi, situada en Hattiesburg, en el estado de Misisipi. Los equipos de los Golden Eagles participan en las competiciones universitarias organizadas por la NCAA, y forma parte de la Sun Belt Conference.
De 1987 a 1990 Brett Favre jugó para los "Golden Eagles" en la posición de quarterback.

## El apodo
El primer apodo que recibieron los atletas de Southern Miss fue el de Tigers. Con el paso del tiempo, también fueron llamados Normalites ( de Mississippi Normal College, antiguo nombre que recibía la universidad), Yellow Jackets, Confederates y Southerners. El definitivo apodo de Golden Eagles fue elegido mediante una votación entre los alumnos a principios de los años 70. La mascota, un águila, se llama Seymour d'Campus.

## Programa deportivo
Los Golden Eagles participan en las siguientes modalidades deportivas:
| - Masculino - Atletismo - Atletismo cubierta - Béisbol - Baloncesto - Fútbol americano - Golf - Tenis | - Femenino - Atletismo - Atletismo cubierta - Baloncesto - Cross - Golf - Fútbol - Sóftbol - Tenis - Voleibol - Voleibol de playa |